# Saint-Benoît-d'Hébertot

Saint-Benoît-d'Hébertot este o comună în departamentul Calvados, Franța. În 1 ianuarie 2022 avea o populație de 467 de locuitori.